# Regino Truffin
Regis du Repaire du Truffin y Amador (Corralillo, 1857-La Habana, 1926) fue un empresario cubano, involucrado en la industria azucarera.

## Biografía
Nacido en 1857 en Corralillo, pertenecía a una familia de ascendencia francesa. Estudiando en París el tercer año de Medicina en la Escuela de Santa Bárbara, tuvo que volver a Cuba pues la revolución arruinaba la hacienda de su padre.
Involucrado en la industria azucarera, fue dueño de los ingenios Mercedes, San Juan y Violeta. Colaboró en la fundación de la empresa azucarera Cuba Cane Co., de la que fue su primer vicepresidente. Posteriormente presidía la Manatí Co. que era propietaria de la mayor central de Cuba. En el momento de su muerte era presidente de la Cuba Trading, director de la Compañía de Seguros Cuba, presidente del Ferrocarril de Tunas, presidente de las compañías territoriales Galiano y Prado y director de la Compañía Cubana de Fibras y Jarcia. 
Fue también presidente de la Compañía Azucarera Central Morón, tesorero de La Polar y presidente de la Cámara de Comercio Francesa. Al final de su vida desempeñaba el cargo de cónsul de Rusia en La Habana, que ejerció durante muchos años. Fue presidente primero del Habana Yacht Club y posteriormente del Unión Club, además de dirigir también el Country Club.
Fallecido el 3 de julio de 1926 en su residencia de Buena Vista, contrajo matrimonio primero con Matilde de Ojeda y Cremadills, y, en segundas nupcias, con Mina Pérez Chaumont. Tuvo cuatro hijos: Matilde, Regina, Regino y Marcial.